# Andrzej Pietsch
Andrzej Pietsch (ur. 13 sierpnia 1932 w Krakowie , zm. 30 listopada 2010) – artysta grafik, taternik i alpinista.

## Życiorys
Studiował na Akademii Sztuk Pięknych w Krakowie  (1951–1958 ) (dyplom u prof. Mieczysława Wejmana). W 1986 roku uzyskał tytuł profesora zwyczajnego. Współpracował z kilkoma innymi uczelniami w kraju (m.in. w Poznaniu, Katowicach, Lublinie, Cieszynie), w okresie 1972–1978 był prorektorem ASP w Krakowie, gdzie również pracował jako nauczyciel akademicki .
Do roku 1999 miał ok. 70 wystaw indywidualnych, w tym około połowy za granicą, uczestniczył w ponad 200 wystawach zbiorowych. Z czasem stał się jednym z najbardziej cenionych polskich grafików, od 1966 otrzymywał wyróżnienia międzynarodowe. Zajmował się m.in. wklęsłodrukiem, tworzył grafiki m.in. w kilku cyklach, np. „Aktorki” (od 1964), „Podróżni” i „Podróże” (od 1966), „Trawy” (od 1984), a także (zwłaszcza wcześniej) motywy górskie. Stał się też cenionym dydaktykiem (do 2000 roku ośmiu z jego uczniów stało się profesorami, a pod jego kierunkiem dyplomy ukończyło przeszło 170 studentów). Uczestnik wielu gremiów konkursowych.
Współorganizator klubu twórców kultury „Kuźnica” .

### Działalność taternicka

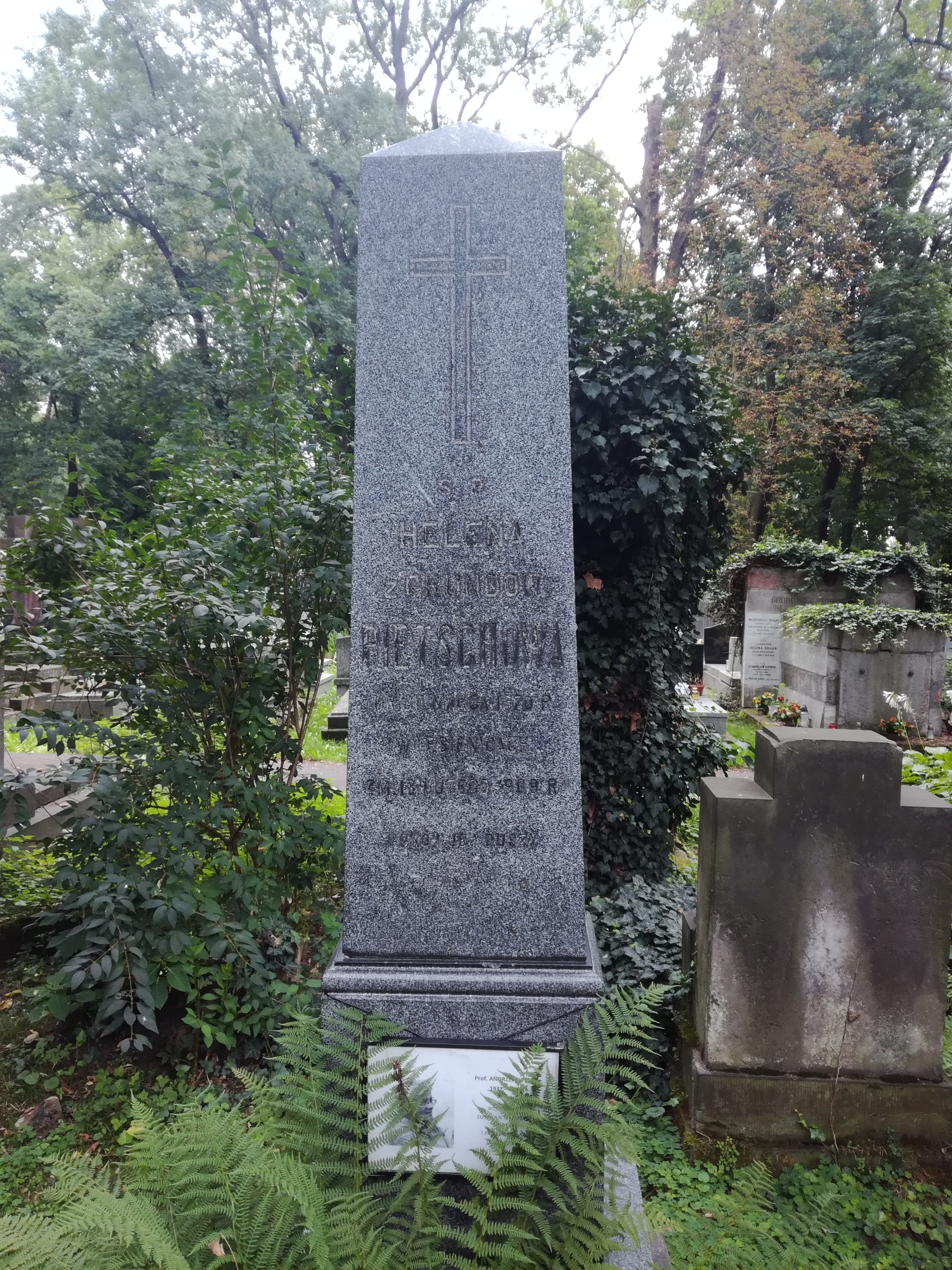
Grób Andrzeja Pietscha na cmentarzu Rakowickim

W latach 1951–1957 należał do najbardziej czynnych i najlepszych sprawnościowo taterników polskich, ma na koncie liczne pierwsze przejścia w skałkach i w Tatrach. Uczestniczył m.in. w I wejściu tzw. kantem południowej ściany Zamarłej Turni (dziś zwanym „Kantem Pietscha”, w 1951 z Tadeuszem Strumiłłą) i w przełomowym I wejściu środkiem północno-wschodniej ściany Mnicha, tzw. „Wariantem R”, w 1955 z Janem Długoszem).
Zimą dokonał przełomowych pierwszych wejść: zimowe filarem Mięguszowieckiego Szczytu (z Janem Długoszem, 1956) i rok później środkiem północno-wschodniej ściany Kazalnicy Mięguszowieckiej (z Janem Długoszem, Czesławem Momatiukiem i Marianem Własińskim, w marcu 1957).
Latem 1957 wspinał się w Alpach, dokonując m.in. I polskiego (a II w ogóle) przejścia całości rekordowo długiej i wymagającej grani Peutérey (tzw. Peutérey integrale) na Mont Blanc.
Pisał w prasie fachowej i popularnej na tematy wspinaczkowe. Uczestniczył w ekipie wspinaczy (m.in. jako dubler) przy pracy w filmie taternickim pt. Zamarła Turnia (reż. Sergiusz Sprudin, 1962).
W 1969 roku otrzymał nagrodę Ministerstwa Kultury i Sztuki III stopnia, w 1974 został laureatem Nagrody Miasta Krakowa, a w 1982 nagrodę Trybuny Ludu  (1982).
Pochowany na cmentarzu Rakowickim w Krakowie (pas 79, rząd zachodni).